# نیکولایفو

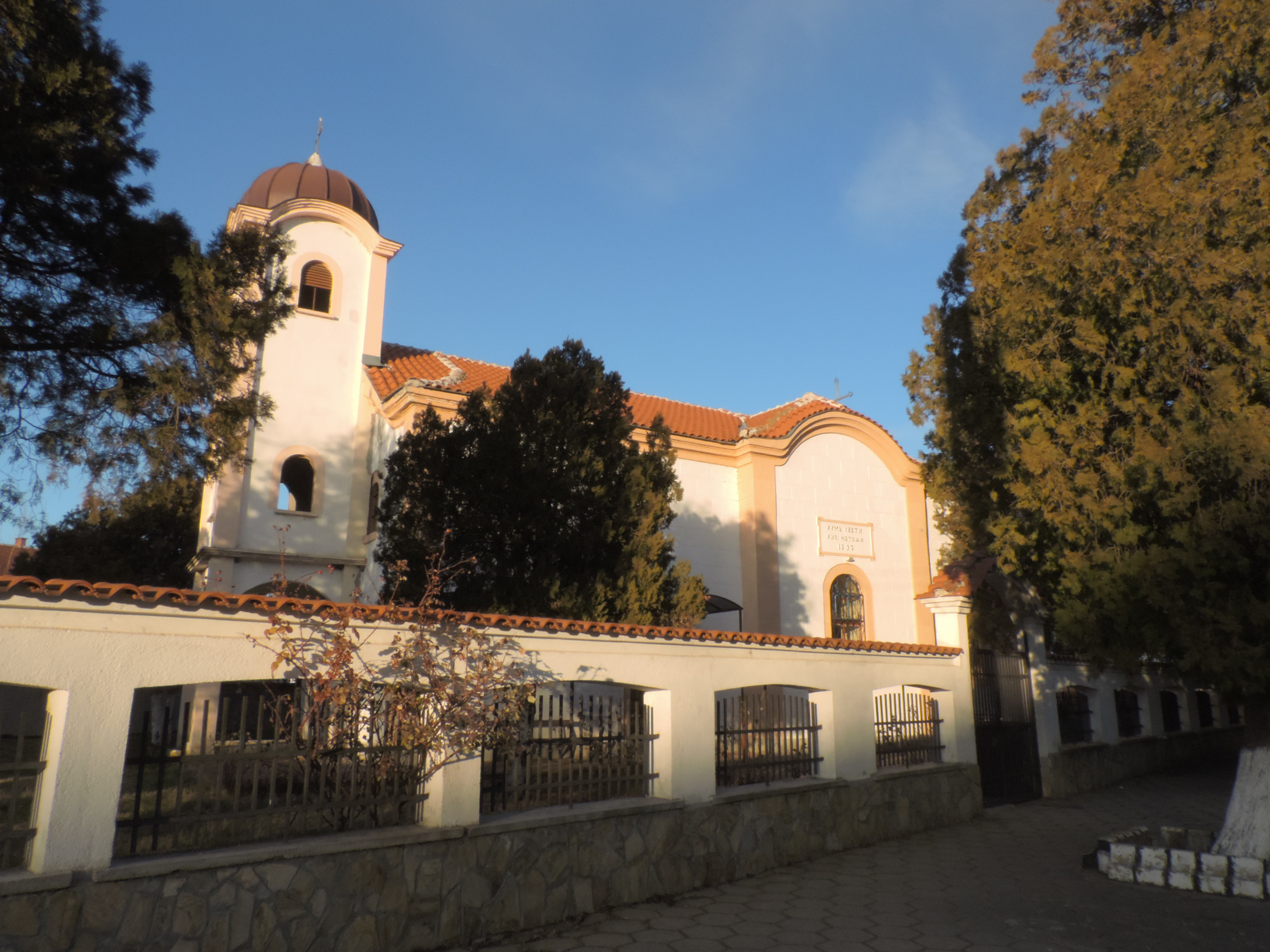
نمایی از کلیسای نیکولایفو در استارا زاگورا – ۲۰۱۶

نیکولایفو شهری در استارا زاگورا کشور بلغارستان است که جمعیت آن در سال ۲۰۰۱ میلادی ۳٬۱۶۷ نفر بوده‌است.